# Dipygus
 (octobre 2022).
Si vous disposez d'ouvrages ou d'articles de référence ou si vous connaissez des sites web de qualité traitant du thème abordé ici, merci de compléter l'article en donnant les références utiles à sa vérifiabilité et en les liant à la section « Notes et références ».
Le dipygus est une maladie rare où certains des tissus embryonnaires qui se développent dans la colonne vertébrale inférieure, les organes génitaux et les organes abdominaux inférieurs sont dupliqués — probablement en raison de la séparation incomplète des jumeaux issus d'un œuf. L'éventail des défauts possibles est vaste, mais ils peuvent souvent être corrigés chirurgicalement et une vie relativement normale est possible.

## Le cas Myrtle Corbin
L'un des cas les plus connus est celui de Myrtle Corbin qui devint l’une des vedettes du cirque Barnum. Sa malformation ne l’empêchera pas de se marier et d’avoir cinq enfants.
Chez cette jeune fille, la présence de membres surnuméraires s’expliquerait par une séparation incomplète de jumeaux monozygotes (issus du même ovule fécondé), monochoriaux (partageant le même cordon ombilical), monoamniotiques (mêmes placenta et enveloppe). Ce phénomène de « jumeau parasite » ressemble à la pathologie qui touche les siamois. Plus précisément, Myrtle était atteinte de dipygus de type parapagia céphalique (quand la divergence des deux fœtus ne débute que sous le niveau des vertèbres lombaires).